# 2010 par pays en Océanie
Les événements de l'année 2010 en Océanie. Cet article traite des événements ayant marqué les pays situés en Océanie.
2008 par pays en Océanie - 2009 par pays en Océanie - 2010 - 2011 par pays en Océanie - 2012 par pays en Océanie
2008 en Océanie - 2009 en Océanie - 2010 en Océanie - 2011 en Océanie - 2012 en Océanie

## Océanie
- Dimanche 11 juillet 2010 : une longue éclipse solaire totale a été visible dans une grande partie de l'océan pacifique. L'étroit corridor engendré par l'ombre porté de la lune qui a commencé une course de 11 000 km sur la Polynésie française dès le matin, puis est passé sur l'île de Pâques avant de terminer sa course au Chili et en Argentine peu avant le coucher du Soleil. Il s'agit de la septième éclipse totale du XXIe siècle[1].

## Guam
- Vendredi 2 janvier 2010 : un séisme de magnitude 6,2 s'est produit à l'ouest de Guam. L'épicentre se situait à l'ouest de la capitale Hagatna à une profondeur de 10 km.

- Samedi 10 juillet 2010 : un séisme de magnitude 6,2 s'est produit au sud de Guam. L'épicentre se situait à 296 km au sud-est de la capitale Hagatna à une profondeur de 10 km.

## Kiribati
- 10 novembre : déclaration d'Ambo, issue de la Conférence sur le changement climatique de Tarawa

## Îles Mariannes
- Samedi 14 août 2010 : un séisme de magnitude 7,2 s'est produit au large des îles Mariannes du nord, à 4,7 km de profondeur, sans faire de dégâts. Une série de répliques de magnitude supérieure à 5 s'est produite

- Dimanche 15 août 2010 : un séisme de magnitude 6,6 s'est produit au large des îles Mariannes du nord, à 570 km de la capitale Saipan à 22,5 km de profondeur, sans faire de dégâts.

## Nouvelle Calédonie

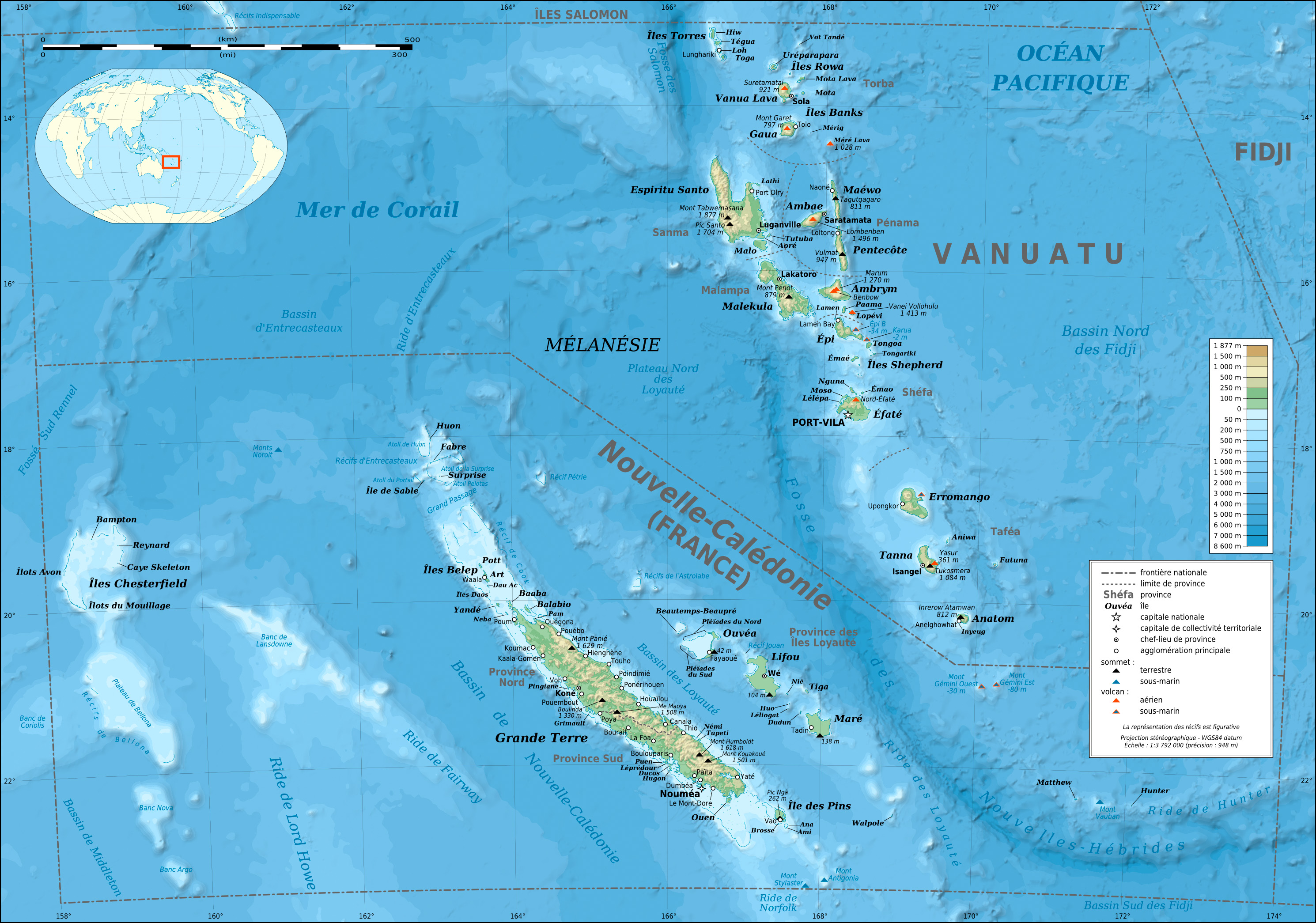
Nouvelle Calédonie et Vanuatu

## Timor oriental
- Samedi 16 octobre 2010 : un séisme de magnitude 6,1 s'est produit près du Timor oriental, sans faire ni dégâts ni victimes.

## Tokelau
- Mercredi 24 novembre 2010 : trois adolescents des îles Tokelau, âgés de 14 et 15 ans, portés disparus depuis début octobre, après une sortie en mer dans un petit bateau en aluminium, ont été récupérés par un thonier après avoir dérivé en mer pendant 50 jours dans l'océan Pacifique. Présumés morts, les garçons ont été retrouvés au large des côtes des îles Fidji situées à 1 420 kilomètres de Tokelau. Les adolescents n'ont mangé qu'une mouette en sept semaines et souffrent de déshydratation et de brûlures[2].

## Wallis et Futuna

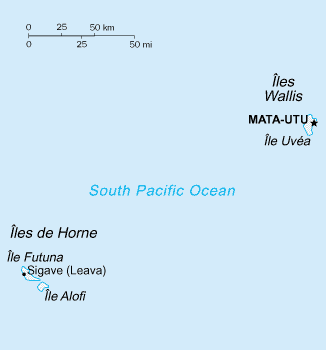
Wallis et Futuna

- Dimanche 14 mars 2010 : un puissant cyclone, « Thomas », de catégorie 4 sur une échelle de 5, a frappé l'île de Futuna et a causé des dégâts matériels et sur la végétation.